# Lakenfelder
Lakenfelder er en hønserace, der stammer fra Holland.
Hanen vejer 2 kg og hønen vejer 1,5 kg. De lægger hvide æg à 52-57 gram. Racen findes også i dværgform.

## Farvevariationer
- Sorthvid